# Стердинь (гміна)
Гміна Стердинь (пол. Gmina Sterdyń) — сільська гміна у центральній Польщі. Належить до Соколовського повіту Мазовецького воєводства.
Станом на 31 грудня 2011 у гміні проживало 4419 осіб.

## Площа
Згідно з даними за 2007 рік площа гміни становила 130.03 км², у тому числі:
- орні землі: 74.00%
- ліси: 18.00%

Таким чином, площа гміни становить 11.49% площі повіту.

## Населення
Станом на 31 грудня 2011:
| Опис     | Загалом | Загалом | Чоловіки | Чоловіки | Жінки | Жінки |
| -------- | ------- | ------- | -------- | -------- | ----- | ----- |
| одиниця  | осіб    | %       | осіб     | %        | осіб  | %     |
| все      | 4419    | 100     | 2203     | 49.85    | 2216  | 50.15 |
| міське   | 0       | 100     | 0        |          | 0     |       |
| сільське | 4419    | 100     | 2203     | 49.85    | 2216  | 50.15 |

## Сусідні гміни
Гміна Стердинь межує з такими гмінами: Косув-Ляцький, Нур, Сабне, Церанув, Цехановець, Яблонна-Ляцька.